# Международная ассоциация компьютерной музыки
Междунаро́дная ассоциа́ция компью́терной му́зыки (англ. International Computer Music Association,  ICMA) — всемирная ассоциация, в которой состоят различные организации и отдельные физические лица, занимающиеся созданием и изучением компьютерной музыки, а также обеспечением технологических условий её существования и дальнейшего развития.
Членами ICMA являются композиторы, музыканты-исполнители, музыковеды, педагоги,  учёные, инженеры, психологи, акустики, программисты и другие исследователи, работающие в области компьютерной музыки, а также производители электронных музыкальных инструментов и компьютерного оборудования.
В 2012 году в качестве членов ICMA были зарегистрированы организации и частные лица из 69 стран, расположенных на 4-х континентах. 
Международная Ассоциация Компьютерной Музыки ежегодно (начиная с 1974 года) организовывает для своих членов и приглашённых участников Международную конференцию по компьютерной музыке (ICMC), на которой обсуждаются различные теоретические и практические аспекты вопросов, связанных с проблематикой использования компьютеров в музыкальном искусстве..
Международная Ассоциация Компьютерной Музыки издаёт свой электронный журнал «International Computer Music Association-Array».